# Brent Goulet
Brent A. Goulet (* 19. Juni 1964 in Cavalier (North Dakota)) ist ein US-amerikanischer Fußballtrainer und ehemaliger -spieler. 

## Spieler
Der in Tacoma im US-Bundesstaat Washington aufgewachsene Goulet spielte in seinem Heimatland bis 1986 für die Hochschulmannschaft der Warner Pacific University in Portland (US-Bundesstaat Oregon). Innerhalb von vier Spieljahren erzielte der Stürmer 108 Tore und stellte damit eine Hochschulbestmarke auf. 1984 wurde er mit Warner Pacific in der Meisterschaft der Hochschulliga NAIA Dritter. 1987 wurde Goulet als US-Fußballer des Jahres ausgezeichnet. Teils zeitgleich zu seinen Einsätzen für Warner Pacific spielte Goulet in der Liga Western Soccer Alliance für die Mannschaften FC Portland und FC Seattle.
1987 ging er nach England und spielte in der Saison 1987/88 unter Trainer Harry Redknapp für AFC Bournemouth. 1988 lief er für Crewe Alexandra auf. Von 1989 bis 1991 spielte Goulet (teils außerhalb der europäischen Spielzeiten) in seinem Heimatland für Seattle Storm in den Ligen WSL und APSL sowie für die Tacoma Stars in der Hallenliga MISL.
In Deutschland war Goulets erster Verein der Bonner SC, für den er zunächst von 1990 bis 1992 auflief. In der Saison 1991/92 erzielte er für Bonn in 30 Ligaeinsätzen 31 Tore. Von 1992 bis 1994 stand er in Diensten von Tennis Borussia Berlin, stieg mit der Mannschaft in die 2. Fußball-Bundesliga auf und kam dort 1993 zu elf Einsätzen. In der Saison 1994/95 stand Goulet wieder für den Bonner SC auf dem Platz. Der General-Anzeiger schrieb über den US-Amerikaner im Jahr 2017: „Vielleicht war der Mann aus Cavalier/ North Dakota der beste Stürmer, den der BSC je hatte.“ Seine weiteren Vereinsstationen in Deutschland waren Rot-Weiß Oberhausen (1994/95), Wuppertaler SV (1996 bis 1998) und SV Elversberg (1998 bis 2001).

### Nationalmannschaft
Zwischen 1986 und 1990 bestritt Goulet acht Länderspiele für die US-Nationalmannschaft. 1988 nahm er mit der Olympiaauswahl an den Sommerspielen in Seoul teil. Für die Futsal-Nationalmannschaft seines Heimatlands kam er zwischen 1987 und 1989 auf zwölf Länderspieleinsätze. 1989 wurde er mit der US-Auswahl Dritter der Futsal-Weltmeisterschaft.

## Trainer
2004 wurde Goulet Trainer des Regionalligisten SV Elversberg und im März 2008 wieder entlassen.
2011 ging Goulet in sein Heimatland zurück, ließ sich in Nashville nieder und wurde als Betreiber einer Fußballschule tätig. Er war ebenfalls als Trainer bei den Nashville Metros tätig und wurde technischer Direktor des Albion SC Nashville.